# 8. juli
8. juli er dag 189 i året i den gregorianske kalender (dag 190 i skudår). Der er 176 dage tilbage af året.

Kjelds dag (Sankt Kjeld)

### Begivenheder
Født - Dødsfald
- 1497 - Den portugisiske søfarer Vasco da Gama begynder i Lissabon sin rejse for at finde søvejen til Indien rundt om Afrika.
- 1709 - I slaget ved Poltava besejres den svenske krigerkonge Karl 12. af Peter den Stores hær.
- 1716 - En dansk flådestyrke under ledelse af Tordenskjold overrumpler og ødelægger en svensk transportflåde ved fjorden Dynekilen i Bohuslen.
- 1859 - Karl 15. bliver konge af Sverige og Norge.
- 1959 - Ved Katastrofen på Haderslev Dam omkommer 54 mennesker i en ulykke med en overfyldt turbåd.
- 1983 - Grøn Koncert afholdes for første gang på Løkken Stadion, i Løkken.
- 1990 - Tyskland vinder VM i fodbold i Italien med finalesejr over Argentina.
- 1997 - Nato inviterer de tidligere Warszawapagtlande Tjekkiet, Polen og Ungarn til at blive medlemmer af alliancen i 1999.
- 2003 - Et sudanesisk fly med 117 om bord styrter i Sudan. Kun et toårigt barn overlever.
- 2006 - 15-årige danske Caroline Wozniacki vinder årets Wimbledon-mesterskab for juniorer.
- 2022 - Den japanske premierminister Shinzo Abe bliver skudt mens han holder en tale. Han dør senere af sine skudsår.

### Født
- 1621 - Leonora Christina, dansk grevinde (død 1698).
- 1621   - Jean de La Fontaine, fransk forfatter (død 1695).
- 1815 - Lauritz Peter Holmblad, dansk fabrikant (død 1890).
- 1838 - Ferdinand von Zeppelin, tysk opfinder (død 1917).
- 1839 - John D. Rockefeller, Sr., amerikansk forretningsmand (død 1937).
- 1882 - Percy Grainger, australsk-amerikansk komponist og pianist (død 1961).
- 1904 - Kaj Bundvad, dansk folketingspolitiker og minister (død 1976).
- 1904   - Henri Paul Cartan, fransk matematiker (død 2008).
- 1914 - Jyoti Basu, indisk politiker (død 2010).
- 1919 - Walter Scheel, tysk forbundspræsident (død 2016).
- 1920 - Godtfred Kirk Christiansen, dansk fabrikant (død 1995).
- 1923 - Kim Malthe-Bruun, dansk modstandsmand (død 1945).
- 1932 - Kjeld Olesen, dansk sømand, tidligere folketingsmedlem og minister.
- 1933 - Marty Feldman, engelsk skuespiller og komiker (død 1982).
- 1949 - Jan Hertz, dansk skuespiller, instruktør og teaterdirektør.
- 1951 - Anjelica Huston, amerikansk skuespillerinde.
- 1952 - Knud Arne Jürgensen, dansk musik- og teaterhistoriker.
- 1955 - Lena Endre, svensk skuespillerinde.
- 1956 - Christian Wedell-Neergaard, dansk godsejer og medlem af Folketinget.
- 1958 - Kevin Bacon, amerikansk skuespiller.
- 1958   - Nils Smedegaard Andersen, dansk cand.oecon. og virksomhedsleder.
- 1961 - Andy Fletcher, engelsk musiker (død 2022).
- 1970 - Beck, amerikansk sanger.
- 1980 - Robbie Keane, irsk fodboldspiller.
- 1988 - Miki Roqué, spansk fodboldspiller (død 2012).

### Dødsfald
- 1695 - Christiaan Huygens, hollandsk astronom (født 1629).
- 1822 - Percy Bysshe Shelley, engelsk digter (født 1792).
- 1859 - Oscar 1., svensk-norsk konge (født 1799).
- 1954 - Sigurd Langberg, dansk skuespiller (født 1897).
- 1967 - Vivien Leigh, engelsk skuespiller (født 1913).
- 1975 - Ole Dixon, dansk skuespiller (født 1935).
- 1990 - Aage Stentoft, dansk komponist og teaterdirektør (født 1914).
- 1994 - Kim Il-sung, nordkoreansk politiker og diktator (født 1912).
- 2011 - Betty Ford, tidligere amerikansk førstedame (født 1918).
- 2012 - Ernest Borgnine, amerikansk filmskuespiller (født 1917).

|  | Denne datoartikel kan blive bedre, hvis der indsættes et (bedre) billede Du kan hjælpe ved at afsøge Wikimedia Commons for et passende billede eller uploade et godt billede til Wikimedia Commons iht. de tilladte licenser og indsætte det i artiklen. |